# Stadtgeschichtliches Heimatmuseum Uetersen

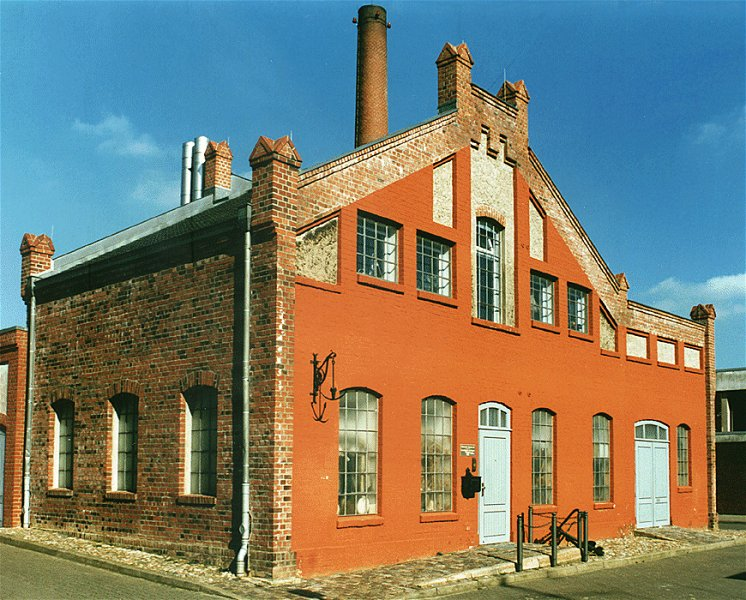
Die alte Gasanstalt beherbergt das Museum

Das Stadt- und Heimatgeschichtliche Museum in der Uetersener Altstadt in der Nähe des Klosters ist in der ehemaligen Gasanstalt von 1855, die unter Denkmalschutz steht, untergebracht. Das Heimatmuseum wird ehrenamtlich geführt und wurde 1995 zum ersten Mal eröffnet. Der Ausstellungsschwerpunkt befasst sich mit der Stadtgeschichte von Uetersen. Es wird die Entwicklung der Stadt vom Flecken des 13. Jahrhunderts bis zur heutigen Zeit gezeigt. Ausgestellt werden außer der Stadtentwicklung die Geschichte der Gilden, der Rosenzucht, der Schifffahrt, der Werften und des Uetersener Walfangs. In der oberen Etage sind unter anderem Papiermodelle der Altstadt, des Klosters und anderer Gebäude sowie eine Ausstellung des Uetersener Kunstmalers Kurt Roth zu sehen. Ebenso sind unter anderem die Konstruktionszeichnungen für den Schienenzeppelin von Franz Kruckenberg zu besichtigen. In den Nebenräumen ist die Einrichtung einer alten Bäckerei, ein Zimmer der bürgerlichen Wohnkultur des 19. Jahrhunderts und die Sammlung von Motoren der ehemaligen ILO-Motorenwerke Pinneberg zu sehen.